# 普埃爾切斯 (拉潘帕省)

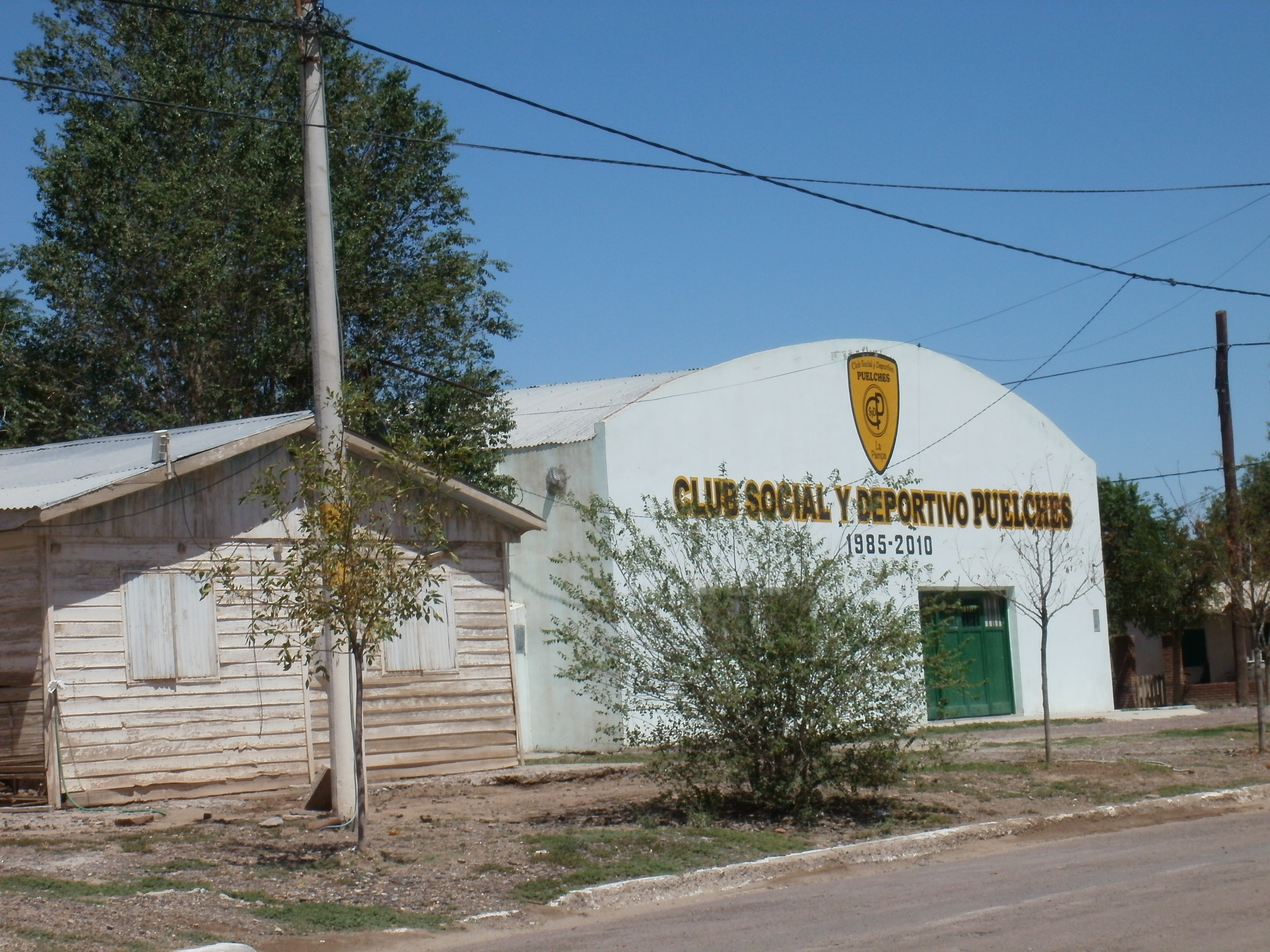
普埃爾切斯

普埃爾切斯（西班牙語：Puelches），是阿根廷的城鎮，位於該國中部拉潘帕省，是庫拉科縣的首府，始建於1900年2月24日，海拔高度180米，面積7,950平方公里，2010年人口420，人口密度每平方公里0.05人。